# متحف العملات (مسقط)
متحف العملات هو مُتحف يقع في مسقط عاصمة عمان. المتحف مُخصص لتاريخ العُملة المستخدمة في عمان.

## الموقع
يتواجد متحف العلات بمبنى البنك المركزي العماني الواقع في حي سوق المال بروي.

## التاريخ
في أبريل 1999، افتتح البنك المركزي العماني المُتحف بهدف عرض تاريخ النقود المستخدمة في عمان.

## معروضات المتحف
يعرض المُتحف معلومات حول تسلسل تداول العملات المعدنية والأوراق النقدية في سلطنة عمان ويضمّ معروضات عن تاريخ سك العملات في عمان خلال فترة ما قبل الإسلام وبعده. فضلاً عن تاريخ النقود المعدنية والورقية المتداولة في تلك العصور قبل صدور الريال السعيدي التي تُعتبر أول عملة وطنية في عُمان.
يضم المتحف مجموعة من العُملات الأجنبية الأوربيّة التي استُخدمت في عمان خلال الفترة من 1801 إلى 1970 مثل ماريا تيريزا.
ويضم المتحف أيضًا عملات ورقية من عهد الإمبراطورية الهندية والتي كانت متداولة في سلطنة مسقط وعُمان خلال الفترة من 1927م إلى 1948م بالإضافة إلى العملات الورقية لجمهورية الهند خلال الفترة من 1949م إلى 1957م. وكذلك عملات ورقية لسلطنة زنجبار وبمبا.
كما يضم المتحف العملات الورقية للبنك الاحتياطي الهندي وحكومة الهند التي صدرت في دول الخليج العربي.
في المتحف درهمٌ فضي يحمل اسم "عُمان"، سُكَّ في عهد الدولة الأموية تحت حكم عبد الملك بن مروان، ويُعد الدرهم من أقدم الدراهم التي تم سكّها في شبه الجزيرة العربية.
ومن المعروضات الأُخرى في المتحف مجموعة من العملات التذكارية الصادرة في الأيام الوطنية العمانية. وعملات معدنية أُنتجت محليًا تسمى عملات بيزا. ومعروضات للأشرفي الإسلامي.